# Valerie Cooper
Valerie « Val » Cooper est un personnage de fiction de l'univers de Marvel Comics. Créée par Chris Claremont et John Romita Jr, elle est apparue pour la première fois dans le comic book Uncanny X-Men #176, en 1983. 

## Biographie du personnage
Ancienne conseillère à la sécurité nationale, Valerie Cooper fut chargée par le gouvernement fédéral américain d'étudier la question des mutants et des menaces possibles liées aux métahumains. 
Quand la Confrérie des Mauvais Mutants opéra sous l'égide des États-Unis en tant qu'agents gouvernementaux, sous le nom de Freedom Force, Cooper fut nommée pour superviser les mutants. Elle servit aussi d'agent de probation à Julia Carpenter.
Quand le gouvernement décida de reprendre le costume de Captain America à Steve Rogers, prétextant que le poste était propriété nationale, Valérie Cooper supervisa le recrutement de John Walker et Lemar Hoskin, pour faire d'eux le nouveau duo Captain America et Bucky.
Elle travailla ensuite avec le mutant Forge à la création d'un détecteur de mutant, comme Cérébro.
Lors d'une opération au Koweit, Freedom Force subit des pertes et disparut, et Valerie partit sur l'île de Muir contrôler les travaux de la généticienne Moira McTaggert. Là, elle tomba sous les pouvoirs du Roi d'ombre qui l'obligea à attaquer Mystique. Elle résista et tourna l'arme contre elle-même, se blessant grièvement. Les X-Men et Facteur-X réussirent à vaincre le mutant.

### Facteur-X
Malgré l'échec de Freedom Force, Valerie souhaita travailler de nouveau avec une équipe gouvernementale. Elle réussit à convaincre plusieurs membres des X-Men ou de leurs alliés de travailler pour le gouvernement, sous ses ordres. C'est ainsi que naquit la seconde version de Facteur-X. Devenu agent de liaison, elle fut victime des Acolytes. Mais sa relation avec les héros mutants se fissura quand ils apprirent qu'elle était au courant du projet Wide Awake, destiné à construire des Sentinelles. Elle céda sa place à Forge, mais supervisa tout de même le recrutement (forcé) de Mystique et Dents-de-Sabre.
Cooper retourna à la Commission des Affaires Superhumaines. C'est elle qui aida les X-Men et les Thunderbolts en adoucissant les relations avec les États-Unis.

### À la tête de l'O*N*E
Cooper aida à établir l'O*N*E (Office of National Emergency - le Bureau des Urgences Nationales), une branche officielle du gouvernement lié à la préparation et à la défense contre des menaces surhumaines. Elle en devint très vite la Directrice Adjointe. 
À la suite des évènements du M-Day, la première ligne de défense, le Sentinel Squad O*N*E, fut déployé, principalement autour du Manoir de Xavier.
Elle autorisa la création d'un camp de réfugiés sur le terrain du Manoir.
Johnny Dee, l'un des mutants réfugiés força le jeune Sangsue à annuler les pouvoirs de Mr M. et Magma à le tuer. On apprit que Dee travaillait pour le Général Demetrius Lazer. Ce dernier fut appréhendé et durant son interrogatoire qui ne donnait rien, Valerie lui brisa les rotules. Lazer fut ensuite tué par Dee.
Les X-Men déménagèrent à San Francisco, et le Squad cessa ses activités de surveillance renforcée.
On revit Val dans l'entourage de l'Homme-Multiple, et elle fut accidentellement blessée par une balle perdue.

## Pouvoirs et capacités
- Valerie Cooper n'a pas de pouvoirs.